# Хучні
Хучні — село в Дагестані (Росія), адміністративний центр Табасаранського району і сільського поселення «Сільрада Хучні».

## Географія
Село розташоване на лівому березі річки Рубас, на північний захід від міста Дербент.

## Походження назви
Існує кілька версій походження назви села. Одна з них говорить про те, що назва походить від тюркського слова «хош», що перекладається як «приємний». За іншою назва села походить від табасаранського слова «хюч», яке можна перекласти як «полювання». Існує також думка, що назва села Хучні пов'язана з ім'ям завойовника Хуршита.

## Історія
- До середини XVII століття Хучні було резиденцією Табасаранського майсума, а потім — кадія Табасарана[3].
- 1934 — село стає центром Табасаранського району[4].

## Населення
Населення Хучні — 3232 осіб.
Майже все населення села табасарани.